# AMPA
Pour les articles homonymes, voir AMPA (homonymes).
Pour le produit de dégradation du glyphosate, voir Acide aminométhylphosphonique.
L'AMPA (abréviation de α-amino-3-hydroxy-5-methyl-4-isoxazolepropionic acid) est un agoniste de l'une des trois classes de récepteurs ionotropes du glutamate : les récepteurs AMPA qui ont été nommés ainsi d'après leur affinité pour cette molécule. Les deux autres classes de récepteurs ionotropes du glutamate sont les récepteurs NMDA et kaïnate.